# 191
| 191                |
| ------------------ |
| Dødsfald - Fødsler |
|                    |

| Gregoriansk kalender | 191 CXCI                |
| Ab urbe condita      | 944                     |
| Armensk kalender     | I/T                     |
| Kinesiske kalender   | 2887 – 2888 庚午 – 辛未 |
| Etiopisk kalender    | 183 – 184               |
| Jødisk kalender      | 3951 – 3952             |
| Hindukalendere       |                         |
| - Vikram Samvat      | 246 – 247               |
| - Shaka Samvat       | 113 – 114               |
| - Kali Yuga          | 3292 – 3293             |
| Iransk kalender      | 431 BP – 430 BP         |
| Islamisk kalender    | 444 BH – 443 BH         |

Se også 191 (tal)